# Muzeul erotic Beate Uhse
Muzeul erotic Beate Uhse a fost situat în Berlin.

## Istoric
El a luat ființă în anul 1996, fiind inițiat de Beate Uhse. Muzeul s-a aflat în apropiere de biserica Kaiser-Wilhelm-Gedächtnis-Kirche între șoseaua Kurfürstendamm și gara Berlin Zoologischer Garten în sector Charlottenburg-Wilmersdorf. Muzeul a avut trei etaje. A fost proprietate privată, a ocupat o suprafață de 2000 m² și a cuprins un sector unde s-a putut cumpăra diferite articole despre sex. Aici s-au aflat ca. 5.000 de exponate istorice legate de sexualitate și artă erotică din Japonia, China, India, Indonezia, Persia, Africa. Tot aici s-a putut viziona filme erotice sau pornografice din toată lumea, cele mai multe fiind din Franța, Boemia și Ungaria. Muzeul a fost închis în 2014.

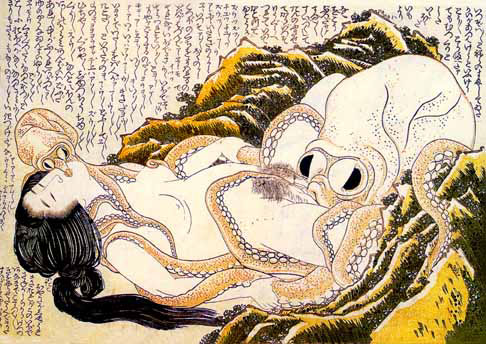
Katsushika Hokusai (ca. 1820)
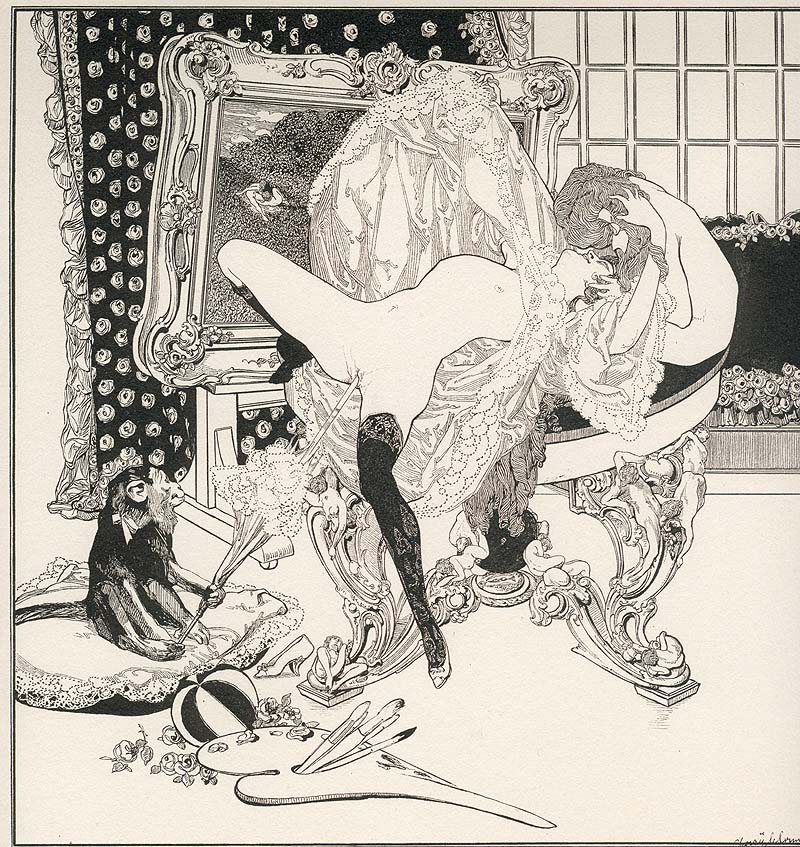
Franz von Bayros
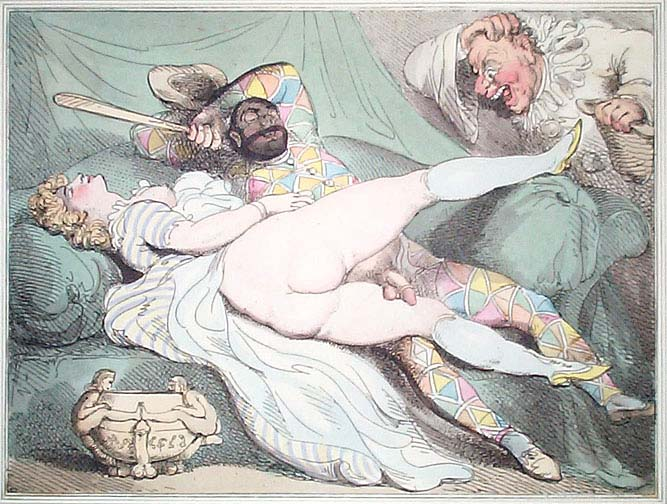
Thomas Rowlandson
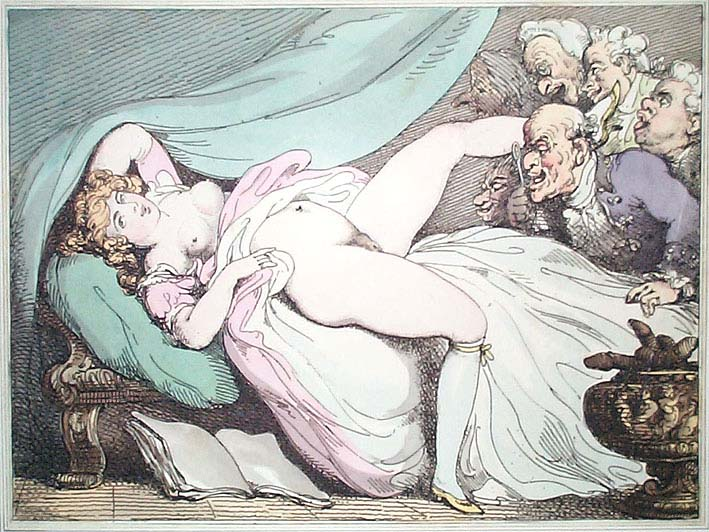
Thomas Rowlandson